# 腺点风毛菊
腺点风毛菊（学名：Saussurea glandulosa），又名腺毛青木香、高山青木香，是菊科风毛菊属的植物，是台灣的特有植物。分布于台灣本島，生长于海拔3,000米的地区，常生长在高山。